# موریالدو
موریالدو (به ایتالیایی: Murialdo) یک کومونه در ایتالیا است که در استان ساونا واقع شده‌است.

## خصوصیات
موریالدو ۳۷٫۵ کیلومترمربع مساحت و ۸۸۲ نفر جمعیت دارد.

## خواهرخوانده
شهر شوایش خواهرخواندهٔ موریالدو هست.